# 颶風奇羅
颶風奇羅（英語：Hurricane Kilo；中太平洋颶風中心：CP032015）又名颱風奇羅（英語：Typhoon Kilo；日本氣象廳：1517），是2015年太平洋颶風季第3個被命名的熱帶氣旋、2015年太平洋颱風季第17個風暴。它亦是2015年繼颱風哈洛拉後，第二個越過國際日期變更線從中太平洋進入西北太平洋的風暴，更是自2000年來，第八個以熱帶風暴以上強度從中北太平洋跨區至西北太平洋的熱帶氣旋。「奇羅」在中北太平洋達到萨菲尔-辛普森飓风等级下的四级飓风标准，隨後以三级飓风的強度越過國際日期變更線進入西北太平洋。

## 氣象歷史

### 於中北太平洋上生成
2015年8月18日，一個低壓區在夏威夷群島東南方海面上生成。同日，美國海軍研究實驗室給予熱帶擾動編號93C。受惠於良好的環境影響，中太平洋颶風中心於8月20日上午11時將其升格為熱帶低氣壓，並給予編號「03C」。翌日，中太平洋颶風中心將其升格為熱帶風暴，並命名為奇羅（Kilo）。從衛星雲圖觀測到，奇羅的結構開始惡化，一個暴露的、受延伸的低層環流中心，位在深對流主活躍區的東側，此意味氣旋正受垂直風切的影響相當顯著，中太平洋颶風中心在下午5時將其降格為熱帶低氣壓。25日晚間開始，奇羅的低層環流中心變得更加渾圓，在對應的低層中心附近開始爆發深對流，高層輻散因而受到改善，中太平洋颶風中心於26日上午11時再次將其升格為熱帶風暴。
奇羅在27日下午開始與深對流的互動較弱，但受明顯的低層環流中心北側的高冷雲層的影響，使得奇羅逐漸增強。雖然環境狀況優良，但奇羅的發展速度不如預期，使得中太平洋颶風中心在28日下午11時才將其升格為一級颶風。當日晚間，奇羅急劇增強，發展出中心密集雲團區及雲捲風眼，使得中太平洋颶風中心在翌日上午11時直接將其升格為三級颶風。奇羅在西南象限與上層流出等處開始有顯著發展，風眼狀況也獲得改善，使得中太平洋颶風中心於下午2時將其升格為四級颶風。30日上午，透過紅外線圖像的觀測顯示，奇羅受到乾空氣的影響，風眼的眼温逐漸升高，結構略為轉差，使得中太平洋颶風中心在上午11時將其降格為三級颶風。經過結構的重整，風眼再次變得更加清晰，中太平洋颶風中心於下午11時再次將其升格為四級颶風。
8月31日，奇羅眼牆內的對流開始減弱，但透過衛星雲圖的觀測仍能明顯觀測眼牆內的對流。受到垂直風切的影響，奇羅的上層對流變得不太對稱，使得發展受限於結構的西側，中太平洋颶風中心在下午5時再次將其降格為三級颶風。其後，奇羅進入西北太平洋海域，中太平洋颶風中心發出最後的警報，並改由日本氣象廳發報。

### 進入西北太平洋範圍後
日本氣象廳在9月1日下午2時將其評定為颱風，沿用中太平洋名稱奇羅。聯合颱風警報中心於下午5時將其評定為颱風。翌日，奇羅受到垂直風切的影響，強度開始減弱。奇羅於9月4日雖然有短暫增強，但因缺乏明顯導引氣流，發展呈現停滯，而對流受乾區影響，結構逐漸變差。翌日，奇羅的結構逐漸轉好，強度重新開始增強，並再度成功打開風眼。但於9月7日，奇羅再度受到乾區影響，結構遭到破壞而逐漸減弱。當日晚間，奇羅的風眼變得不規則，南半圈的對流覆蓋了一部份的風眼，聯合颱風警報中心在數小時後的報告指出奇羅的深對流開始衰減。9月8日，奇羅的中心受到乾空氣的影響，對流有明顯的退化。日本氣象廳率先在9月9日下午8時將其降格為強烈熱帶風暴。隨後，聯合颱風警報中心於9月10日上午2時將其降格為熱帶風暴。
聯合颱風警報中心在翌日上午8時對奇羅發出最後警報，並表示奇羅正逐漸轉換性質為溫帶氣旋，日本氣象廳則是在下午8時認為奇羅已轉換性質為溫帶氣旋。奇羅隨後繼續北上，直至移入白令海及登陸阿拉斯加半島才減弱消散。

## 紀錄

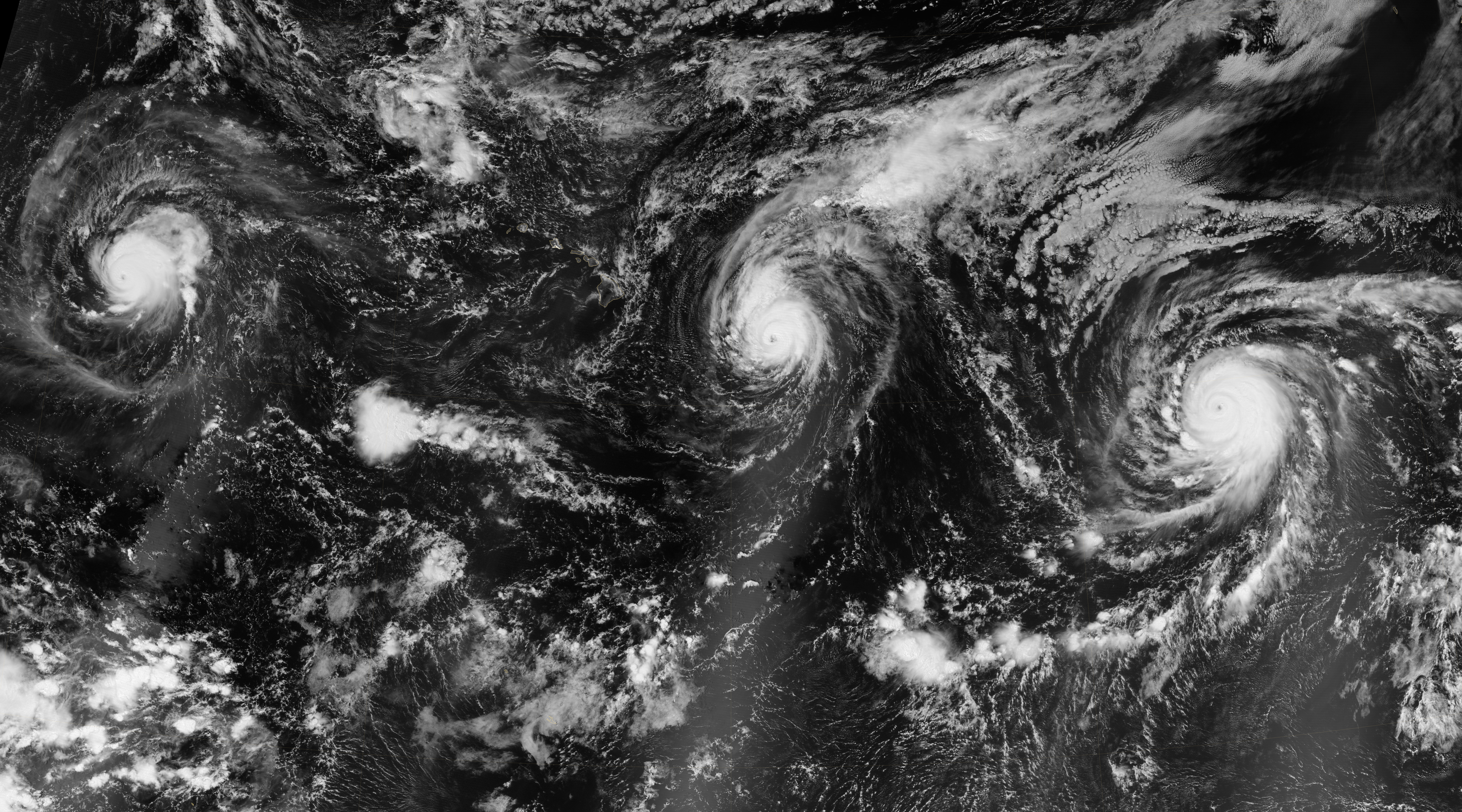
8月30日，奇羅（左）、伊納休（中）、吉梅娜同時出現於國際換日線以東洋域

奇羅與颶風吉梅娜、颶風伊納休是有史以來，國際換日線以東洋域首次同時出現三個強烈颶風（Major Hurricane）。另外，奇羅活躍期長，從形成至消散經歷22天的時間。

## 影響

### 約翰斯頓環礁
由于无法确知各岛上是否有人，中太平洋飓风中心于8月23日晚間向没有常住人口的约翰斯顿环礁发布飓风警告，奇羅会在24小时后行进至距离该领地最近的位置。最後，奇羅並沒有直接登陸約翰斯頓環礁，中心與陸地僅距離180公里。

## 釋義
1. ↑  中太平洋颶風中心是中太平洋海域的區域專責氣象中心（RSMC），負責該區域內的熱帶氣旋正式編號與命名工作。其編號有正式編號與通用編號二種：前者係由二個英文字母及六位數組成，前兩位為洋域代碼（CP代表中太平洋，中間兩位代表熱帶氣旋當年在洋域內之形成次序，後四位為當年公元紀年（2015）；後者則由二位數及一個英文字母組成，前兩位數係指熱帶氣旋於當年在英文字母所表示的區域內形成次序，英文字母為洋域代碼（C同前述之CP範圍），此編號系統每年重新開始，故無專屬性。換言之，「CP032015」及「03C」皆指奇羅是2015年第3個於中太平洋區域內形成的熱帶氣旋，惟注意「03C」指稱奇羅僅限於2015年[1]。
2. ↑  國際音標：[ˈkiːləʊ]，在夏威夷语意為先知[3]。
3. ↑  「垂直風切變」是指比較一垂直高度中的風速及風向差[5]。由於強烈的垂直風切變會干擾對流，使熱帶氣旋的結構受破壞、甚至系統高低層分離，熱帶氣旋必須在垂直風切變較弱的環境才可順利發展[6]。
4. ↑  「輻合」是指空氣匯聚的現象，其中又可分為「氣旋式輻合」和「切變式輻合」二種：在地面，空氣在科氏力、氣壓梯度力、地形摩擦力以及離心力之共同作用下，以逆時針通過等壓線，呈螺旋式向低壓中心推進，形成風。若低壓中心有閉合等壓線（例如熱帶氣旋），則因角動量守恆，離心力加大，而進一步平衡氣壓梯度力，於是產生旋風。同時空氣被迫抬升，空氣上升後地面氣壓便會進一步下降，此即「氣旋式輻合」。而「切變式輻合」則是二種不同風向的氣流輻合，而使空氣因壓迫抬升，這種切變式的輻合通常出現於鋒面或低壓槽處，和前者輻合的分別只是氣旋式的風向變化比較不明顯[8]。
5. ↑  「輻散」是指空氣由一個中心向四周散開，通常只有氣旋式輻散，形成原因和輻合[注 4]的機制相若，只是一般是在高壓系統發生。高空亦能有高壓，所以高空亦能有輻散，高空輻散足夠又有水氣時即可能降水，形成原因和輻合相若[8]。
6. ↑  「雲捲風眼」是熱帶氣旋中心當中，由螺旋雲帶旋捲成之缺乏組織的眼牆，結構看來較不佳。此現象以發生在熱帶氣旋環流中吹西北風象限內者較為普遍，其維持時間隨當時形成熱帶氣旋的氣象環流條件不同而異，出現時間或長或短。[12]

## 外部連結
- （英文）世界氣象組織：東京區域專責氣象中心年報 （页面存档备份，存于）
- （英文）美國太空總署：衛星監測公報（GPM完整觀測資料 （页面存档备份，存于）、跨洋前衛星觀測 （页面存档备份，存于））、GPM衛星降雨監測 （页面存档备份，存于）
- （日語）日本氣象廳：1517最佳路徑數據（日文版 （页面存档备份，存于）、英文版（页面存档备份，存于））、2015年熱帶氣旋最佳路徑圖（日文版 （页面存档备份，存于）、英文版 （页面存档备份，存于））、數位颱風網相關資料（日文版 （页面存档备份，存于）、英文版 （页面存档备份，存于））、2015年熱帶氣旋最佳路徑數據 （页面存档备份，存于）、《2015年熱帶氣旋年刊》 （页面存档备份，存于）
- （英文）美國聯合颱風警報中心：03C最佳路徑數據 （页面存档备份，存于）、奇羅最佳路徑圖（跨洋前、跨洋後）、《2015年熱帶氣旋年刊》
- （简体中文）中國國家氣象中心：2015年熱帶氣旋最佳路徑數據
- （繁體中文）中華民國交通部中央氣象局：颱風資料庫——、奇羅最佳路徑圖[永久]
- （繁體中文）中華民國行政院災害防救辦公室：民國104年8月27日至民國104年9月2日災防週報 （页面存档备份，存于）
- （繁體中文）香港天文台：2015年9月熱帶氣旋概述 （页面存档备份，存于）、《2015年熱帶氣旋年刊》 （页面存档备份，存于）
- 韓國氣象局：2015年熱帶氣旋年刊 （页面存档备份，存于）（路徑圖 （页面存档备份，存于））

| A    | B   | C | E* | H*  | I* | D    | E  |   |            |
|      |     |   |    |     |    |      |    |   |            |
| F    | 08E | G | H  | 11E | K* | L*   | I  |   |            |
|      |     |   |    |     |    |      |    |   |            |
| J    | K   | L | M* | 16E | N* | M    | O* |   |            |
|      |     |   |    |     |    |      |    |   |            |
| 08C* | N   | O | P  | R   | S  | 09C* |    | 5 | P （历史） |

| 萨菲尔-辛普森飓风风力等级 |    |    |    |    |    |    |
| TD                        | TS | C1 | C2 | C3 | C4 | C5 |